# Ébano (Messico)
Ébano è una municipalità dello stato di San Luis Potosí, nel Messico centrale, il cui capoluogo è la omonima località.
Conta 41.529 abitanti (2010) e ha una estensione di 694,68 km².